# Павликово (Тверская область)
Па́вликово — деревня Старицкого района Тверской области. Относится к Луковниковскому сельскому поселению. Расположено в 36 км к северо-западу от Старицы, в 8 км к югу от Луковниково.
В 1997 году — 53 хозяйства, 113 жителей. По переписи 2002 года — 73 жителя.
В деревне есть телефония и сотовая связь, Интернет, и другие средства коммуникации.

## Ближайшие населённые пункты
- Луковниково
- Денежное
- Никиткино
- Антониха
- Малиновка

## История
В 1859 году в казенной деревне Павликово Старицкого уезда Тверской губернии 53 двора, 403 жителя. В середине XIX-начале XX века была центром волости.
С 1929 по 1960 годы деревня находилась в составе Луковниковского района.
До 2006 года входила в Денежновский сельский округ.

## Достопримечательности
Павликово расположено на прекрасной местности. Деревню окружают живописные леса и поля, озеро Денежное находится в километре от деревни, в озеро впадает река Тьма. Вредных производств в округе нет. Озеро богато рыбой.